# Вакуумна каналізація
Вакуумна або пневматична каналізаційна система — це спосіб транспортування стічних вод від їх джерела до очисних споруд. Він підтримує частковий вакуум із тиском повітря, нижчим за атмосферний, у мережі труб і резервуарі для збору вакуумної станції. Клапани автоматично відкриваються та закриваються, коли система використовується, тому перепад тиску можна підтримувати без великих витрат енергії на перекачування. Одна центральна вакуумна станція може збирати стічні води кількох тисяч окремих будинків, залежно від рельєфу та місцевої ситуації.
Вакуумні каналізаційні системи вперше були встановлені в Європі в 1882 році. Голландський інженер Чарльз Лієрнур вперше застосував дренаж під негативним тиском до каналізаційних колекторів у другій половині 19 століття. Технічне впровадження вакуумних каналізаційних систем почалося в 1959 році у Швеції.
Історично вакуумна каналізація була нішевим продуктом, який використовувався лише в поїздах, літаках і на рівних ділянках з піщаним ґрунтом і високим рівнем ґрунтових вод. Гравітаційна каналізація використовувалася для більшості застосувань, оскільки, хоча вакуумна каналізація була дешевшою в установці, вона була дорожчою в обслуговуванні. У 20-му столітті технологія вакуумної каналізації значно вдосконалилася: датчики виявлення несправностей зменшили витрати на експлуатацію та обслуговування, і деякі оператори тепер вважають, що вакуумна каналізація може бути дешевшою в експлуатації, ніж звичайна гравітаційна каналізація.